# XIVe siècle au théâtre

## Événements
- 1374 : au Japon, la troupe de nô-sarugaku Yuzaki, dirigée par Kan'ami, donne un spectacle devant le jeune shogun Ashikaga Yoshimitsu ; son succès permet au théâtre nô de s'imposer.
- 1376 : première interprétation connue à York du cycle des Mystères d'York, 48 pièces en moyen anglais d'inspiration biblique.
- 1384 : en juin, les habitants d'Aulnay-sous-Bois près de Paris donnent la représentation d'un Mystère de Théophile[1].
- 1398 : 
  - le prévôt de Paris interdit les représentations théâtrales à Paris et ses environs si une autorisation royale n'a pas été demandée pour chaque représentation : « [défendant] à tous les manens et habitans en la ville de Paris, de Saint-Mor, et autres villes de autour Paris, que ilz ne facent ne se esbatent aucuns jeux de personages par maniere de farces, de vies de saint, ne autrement, sens le congié du dit seigneur ou de nous »[2].
  - Zhu Quan, Catalogue des prononciations correctes de la suprême harmonie, traité sur les règles prosodiques et phonologiques du théâtre chinois de style zaju.

## Pièces de théâtre composées
- Vers 1300 : Wang Shifu, Xixiang ji (ou L'Histoire du pavillon d'Occident), pièce de théâtre chinoise.
- Après 1356 : Gao Ming, Pipa ji (ou L'Histoire du luth), pièce de théâtre chinoise.
- 1387-1389 : Antonio Loschi, Achilles, tragédie en vers latins inspirée de l'Historia de excidio Trojæ de Darès le Phrygien[3].
- Fin du siècle : Zeami, Eguchi, pièce du théâtre nô au Japon.

## Naissances
- 1333 : Kan'ami Kiyotsugu, acteur de théâtre nô japonais, mort en 1384.
- 1363 : Zeami, acteur et dramaturge japonais, théoricien du nô, mort en 1463.
- Vers 1368 :  Antonio Loschi, humaniste italien, auteur d'une tragédie en vers latins, Achilles, mort à l'été 1441.
- 1379 : Zhu Youdun, poète et dramaturge chinois, mort en 1439.
- 1390
  - 23 juillet : Pier Paolo Vergerio l'Ancien, humaniste et pédagogue italien, auteur d'une comédie en latin, Paulus, ad juvenum mores corrigendos, mort le 8 juillet 1444.

## Décès
- 1306 : Bai Pu, dramaturge chinois, né en 1226.
- Vers 1320 : 
  - Zheng Guangzu, dramaturge chinois, né vers 1260.
  - Guan Hanqing, dramaturge chinois, né vers 1230-1240.
- Vers 1321-1322 : Ma Zhiyuan, poète et dramaturge chinois, né vers 1250.

## Catégories liées
- Pièces de théâtre du XIVe siècle